# Nancy Allen (színművész)
Nancy Anne Allen (Bronx, New York City, 1950. június 24. – ) többszörös Szaturnusz-díjra jelölt amerikai színésznő., a Robotzsaru filmek egyik főszereplője.

## Élete

### Származása, ifjúsága
New York Yonkers nevű elővárosában nőtt fel. Apja rendőr volt. Félénk kislány volt, anyja a tánctanulásra ösztönözte, egy évet járt a bronxi Academy of Mount St. Ursula előaóművészeti középiskolába, később érdeklődése a színművészet felé fordult, és a Jose Quintanos School for Young Professionals nevű alapítványi tehetséggondozó iskolába járt. 1962-ben, 15 éves korában egy televíziós reklámfilmecskében szerepelt.

### Színészi pályája
Első komolyabb filmszerepét Hal Ashby rendező 1973-as Az utolsó szolgálat című filmdrámájában játszotta, mint Jack Nicholson aggódó barátnője.
1973-ban feleségül ment Brian De Palma filmrendezőhöz, aki több filmjében is főszerepet adott neki, először a Stephen King regényéből készült 1976-os Carrie című misztikus horrorfilmben, Sissy Spacek és Piper Laurie társaságában. A filmet a United Artists készítette. 1978-ban Robert Zemeckis rendező Add a kezed! című fekete komédiájában egy Beatles-rajongó tinilányt alakított. 1979-ben Steven Spielberg Meztelenek és bolondok című háborús filmkomédiájában Dan Aykroyd és John Belushi mellett játszott.
Brian De Palma 1980-as Gyilkossághoz öltözve című bűnügyi horrortörténetében ő kapta a női főszerepet, Michael Caine és Angie Dickinson mellett. Egy fiatal prostituáltat játszott, akit egy nőnek öltözött kéjgyilkos üldöz. Ezért az alakításáért jelölték az év színésznő felfedezettjének járó Gloden Globe-díjra, és ugyanakkor érdekes módon a legrosszabb színésznőnek járó Arany Málna díjra is. 1981-ben Brian De Palma újabb főszerepet adott feleségének a Halál a hídon című politikai krimijében.
Stewart Raffill rendező 1984-es Az idő pallosa – A Philadelphia kísérlet című science-fiction kalandfilmjében nyújtott alakításáért Szaturnusz-díjra jelölték. 1987-ben ismét főszerepet kapott, Anne Lewis rendőrnőt, a címszereplő Peter Weller partnerét alakította Paul Verhoeven rendező Robotzsaru című nagy sikerű akciófilmjében, mely a műfaj klasszikusává, szinte kultuszfilmmé vált. Sikere megalapozta hollywoodi újonc, a holland Verhoven rendező további pályáját. Allen ugyanezt a szerepet vitte tovább az 1990-es folytatásban, Irvin Kershner rendező Robotzsaru 2.-jében, majd Fred Dekker rendező 1993-as – lényegesen gyengébb – Robotzsaru 3.-jáben is. A rendőrtiszti szerep hitelesebbé tételéhez harcművészeteket tanult és rendőri kiképzésen is részt vett. Az 1. és 3. részekben játszott szerepeivel újabb Szaturnusz-díj jelöléseket szerzett. Az első Robotzsaru-filmek idején Allen szerepelt Abel Ferrara rendező The Gladiator című 1986-os akciófilmjében, ahol Ken Wahl és Robert Culp társaságában egy országúti sorozatgyilkos utáni kutatnak. 1988-ban főszerepelt a „Poltergeist”-horrorfilm-sorozat harmadik filmjében, a Kopogó szellem 3.-ban is. A Robotzsaru-filmek után, 1994-ben nagy alakítást nyújtott Bill Condon rendező Az ember, aki nem tud meghalni című bűnügyi thrillerfilmjében, a szökevény gyilkost alakító Malcolm McDowell és kiszemelt áldozata, Roger Moore társaságában. 1998-ben Steven Soderbergh rendező Mint a kámfor című romantikus krimivígjátékában is felbukkant, Jennifer Lopez és George Clooney mellett.
Több sikeres tévésorozatban is megjelent, így az Angyali érintésben, a Végtelen határokban, a Mókás hekusban és a Különleges ügyosztályban. 2008-ban felhagyott a filmezéssel és jószolgálati munkájának szentelte magát.

### Magánélete
Eddig háromszor ment férjhez, mindhárom frigy válással végződött. Első férjével, Brian De Palma filmrendezővel 1979. január 12-én házasodott össze, 1984-ben elváltak. Második házasságát Craig Shoemaker komikussal, stand-up előadóval kötötte 1992. szeptember 6-án, a házasságot 1994-ben bontották fel. Harmadik férjével, Randy Bailey valóságshow-szereplővel 1998 júniusától 2005-ig élt együtt, a házasságot 2007. május 17-ig bontották fel.
2008-ban Allen alapvetően átrendezte életkörülményeit, és aktív életének középpontjába a rákbetegek és családjaik segítését helyezte.  Döntését még 2005-ben hozta meg, amikor bensőséges barátnője és korábbi színésznő-kollégája, Wendie Jo Sperber emlőrákban meghalt. Sperber még életében létrehozott egy rákbetegeket támogató alapítványt, a „weSPARK Cancer Support Center”-t, amelynek munkájában Allen kezdettől fogva aktívan részt vett. 2010-ben őt nevezték ki az alapítvány igazgatójává. Nyilatkozatai szerint ebben a munkában megtalálta életének fő célját.

## Filmszerepei
- 1973: Az utolsó szolgálat (The Last Detail); Nancy
- 1976: Forced Entry; autóstoppos lány
- 1976: Carrie; Chris Hargenson
- 1978: Add a kezed! (I Wanna Hold Your Hand); Pam Mitchell
- 1979: Home Movies; Kristina
- 1979: Meztelenek és bolondok (1941); Donna Stratton
- 1980: Gyilkossághoz öltözve (Dressed to Kill), Liz Blake
- 1981: Halál a hídon (Blow Out); Sally
- 1983: Strange Invaders; Betty Walker
- 1984: Szexközelben (The Buddy System); Carrie
- 1984: Az idő pallosa – A Philadelphia kísérlet (The Philadelphia Experiment); Allison Hayes
- 1984: Not for Publication; Lois
- 1986: The Gladiator; tévéfilm; Susan Neville
- 1987: Sweet Revenge; Jillian Grey
- 1987: Robotzsaru (Robocop)  (1987); Anne Lewis
- 1988: Kopogó szellem 3. (Poltergeist III); Patricia Gardner
- 1989: Maximális ár (Limit Up); Casey Falls
- 1990: Robotzsaru 2. (Robocop 2); Anne Lewis
- 1990: A halál jele (Memories of Murder); tévéfilm; Alice
- 1993: Robotzsaru 3. (Robocop 3); Anne Lewis rendőrtiszt
- 1993: Gyilkos szenvedély (Acting on Impulse); Cathy Thomas
- 1994: Az ember, aki nem tud meghalni (The Man Who Wouldn’t Die); tévéfilm; Jessie Gallardo
- 1994: A kémkedés ára (Les patriotes); Catherine Pelman
- 1994: Angyali érintés (Touched by an Angel); tévésorozat; egy epizódban; Megan
- 1995: Végtelen határok (The Outer Limits); tévésorozat; egy epizódban; Rachel Rose
- 1995: Mókás hekus (The Commish); tévésorozat; egy epizódban; Gina Raposo
- 1997: Az utolsó bérgyilkosok (Dusting Cliff 7); Anna Bishop
- 1997: Gyorsabb a törvénynél (Against the Law); Maggie Hewitt
- 1998: The Pass; Shirley Duprey
- 1998: Mint a kámfor (Out of Sight); Midge
- 1998: Secret of the Andes; Brenda Willings
- 1999: A kukorica gyermekei 666 (Children of the Corn 666: Isaac’s Return); Rachel
- 1999: Viszlát, gengszter! (Kiss Toledo Goodbye); Madge
- 2001: Körzet (Circuit); Louise
- 2002: Az ügyosztály (The Division); tévésorozat; egy epizódban; Christine Ogden
- 2003: Különleges ügyosztály (Law & Order: Special Victims Unit); tévésorozat; egy epizódban; Carin Healy
- 2008: Quality Time; Linda Savage